# Hannah Payton
Hannah Payton, née le 23 mars 1994, est une coureuse cycliste anglaise, spécialiste de la course sur route et du cyclo-cross.

## Palmarès en cyclo-cross
- 2010-2011
  -  Championne de Grande-Bretagne de cyclo-cross juniors
- 2011-2012
  -  Championne de Grande-Bretagne de cyclo-cross juniors
- 2016-2017
  - Classement général des National Trophy Series
    - National Trophy Series #1, Derby
    - National Trophy Series #3, Houghton-le-Spring
    - National Trophy Series #4, Ipswich
    - National Trophy Series #5, Shrewsbury

  - 2e du championnat de Grande-Bretagne de cyclo-cross

## Classements mondiaux
| Année                                 | 2017 | 2018 |
| ------------------------------------- | ---- | ---- |
| Classement UCI                        | 459e | 851e |
| UCI World Tour                        | 163e | 285e |
|                                       |      |      |
| Légende : nc = non classéSource : UCI |      |      |